# Ново-Николаевка (Астраханская область)
Ново-Николаевка (вариант Новониколаевка)— село в Ахтубинском районе Астраханской области, образует муниципальное образование «Село Ново-Николаевка» со статусом сельского поселения.

## География
Село расположено в 34 км на юг от Ахтубинска на левом берегу реки Ахтуба.

## История
Село Новониколаевское основано в 1826 году в составе Черноярского уезда Астраханской губернии. С началом коллективизации в 1930 году в Новониколаевке было создано два колхоза. Затем они били объединены, и позже переименованы в колхоз им. Калинина. В 1990 году колхоз преобразовался в СПК «Новониколаевский».
С 1 января 2006 года в соответствии с Законом Астраханской области № 43/2004-ОЗ от 6 августа 2004 года муниципальное образование «Село Ново-Николаевка» наделено статусом сельского поселения.

## Население
| 2002  | 2010  | 2012  | 2013  | 2014  | 2015  | 2016  |
| ----- | ----- | ----- | ----- | ----- | ----- | ----- |
| 1147  | ↘1118 | ↗1147 | ↘1122 | ↘1113 | ↘1102 | ↗1109 |
| 2017  | 2018  | 2019  | 2020  | 2021  |       |       |
| ↘1093 | ↘1086 | ↘1072 | ↗1085 | ↘961  |       |       |